# 에밀리오 리베라

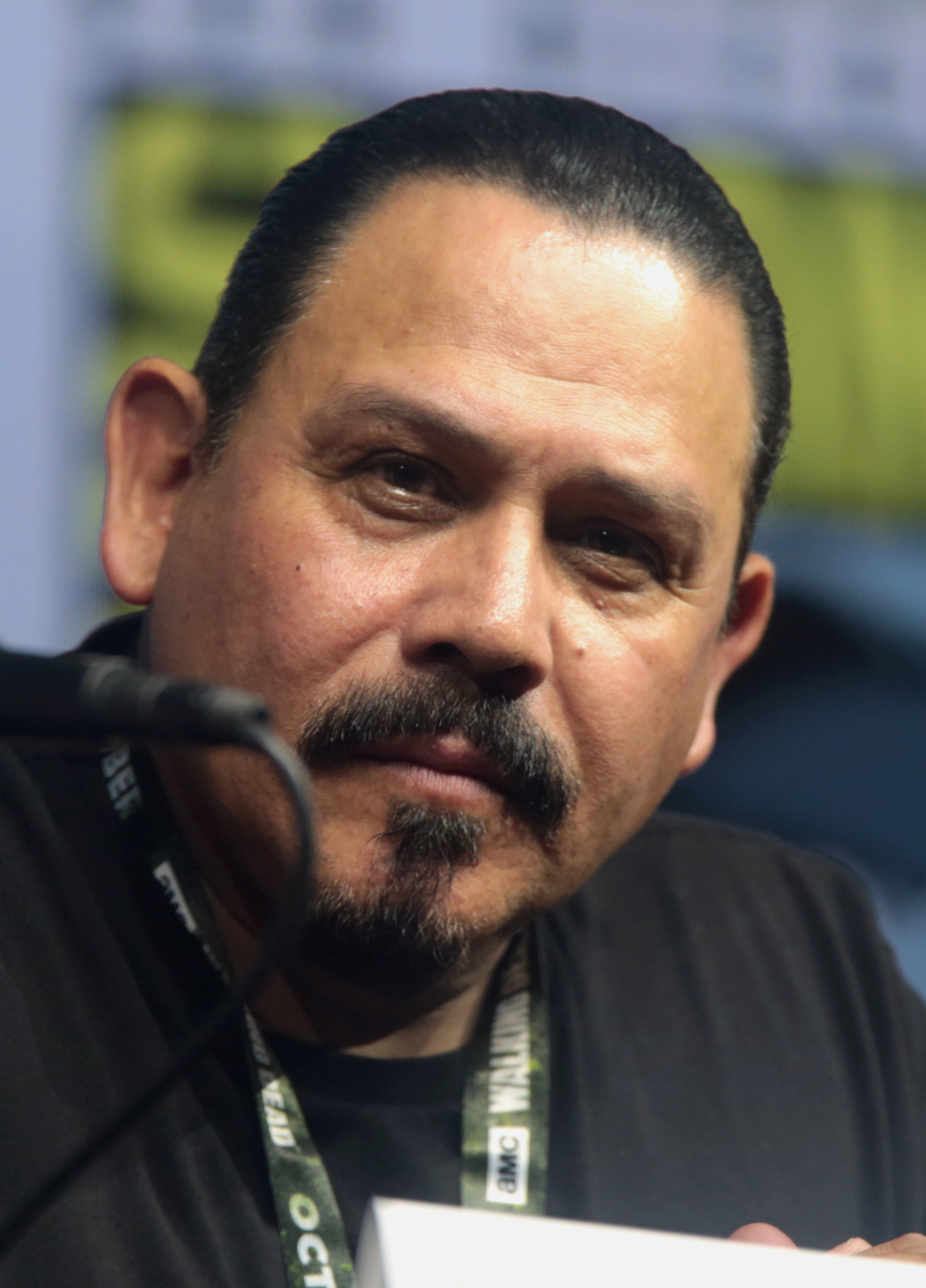

에밀리오 리베라(Emilio Rivera, 1961년 2월 24일 ~ )는 미국의 배우, 영화 제작자이다.
샌안토니오에서 태어났다.

## 출연 작품
- 엘카미노 크리스마스 (2017)
- 와일드 포 더 나이트 (2016년)
- 베터 크리미널 (2016년)
- 히트맨: 에이전트 47 (2015년) - 파비안 역
- 스파이게임 (2013년)
- 데빌 인사이드 (2012년) - 모브 역
- 오바마 이펙트 (I) (2012년)
- 필리 브라운 (2012년) - 마니 역
- 버즈 하우스 (2011년)
- 액트 오브 밸러: 최정예 특수부대 (2011년)
- 넥스트 데이 에어 (2009년) - 보디거 역
- 스트레인지 와일더니스 (2008년)
- 스트리트 킹 (2008년)
- 더 써드 네일 (2007년)
- 델타 파스 (2007년)
- 스파이더맨 3 (2007년)
- 하쉬 타임 (2005년)
- 뻔뻔한 딕 & 제인 (2005년)
- 석커 프리 시티 (2004년)
- 콜래트럴 (2004년)
- 디아블로 (2003년) - 가자 역
- 브루스 올마이티 (2003년)
- 네버 겟 아웃터 더 보트 (2002년)
- 프라이데이 3 - 프라이데이 애프터 넥스트 (2002년)
- 못말리는 알리 (2002년) - 리코 역
- 컨페션 (2002년) - 버니테즈 역
- 하이 크라임 (2002년)
- 톰캣 (2001년)
- 더 베이스 2 - 베이스 헌터 (2000년)
- 콘 에어 (1997년)
- 케이블 가이 (1996년)
- 닥터 킬러 (1995년)
- 레이지 (1995년)
- 위스키 대소동 (1977년)

### 텔레비전
- 베벌리힐스 아이들 (1995)
- JAG (1996)
- 더 볼드 앤 더 뷰티풀 (1996-97)
- 뉴욕경찰 24시 (1998, 2001)
- 더 영 앤 더 레스트리스 (1999, 2003)
- 엑스파일 (2000)
- CSI: 과학수사대 (2003)
- 쉴드: XX 강력반 (2003)
- 본즈 (2006)
- 브라더스 & 시스터스 (2007)
- 위즈 (2008)
- 선스 오브 아나키 (2008-14)
- 성범죄수사대: SVU (2013)
- 갱 릴레이티드 (2014)
- Z 네이션 (2015-16)